# Mullus surmuletus
Mullus surmuletus Linnaeus, 1758, conosciuto comunemente come triglia di scoglio, è un pesce osseo marino appartenente alla famiglia Mullidae.

## Distribuzione e habitat
La triglia di scoglio è diffusa nell'Atlantico orientale dalla Norvegia (è rara a nord della Manica) al Senegal, nel Mar Mediterraneo e nel Mar Nero. Popola fondali rocciosi e anche sabbiosi o coperti da vegetali, ma nelle vicinanze comunque di substrati duri, sempre a basse profondità, i giovanili vivono in mare aperto.
La temperatura nei luoghi da essa popolati è intorno a 17-21 °C, non oltre ai 24-25 °C.

## Descrizione

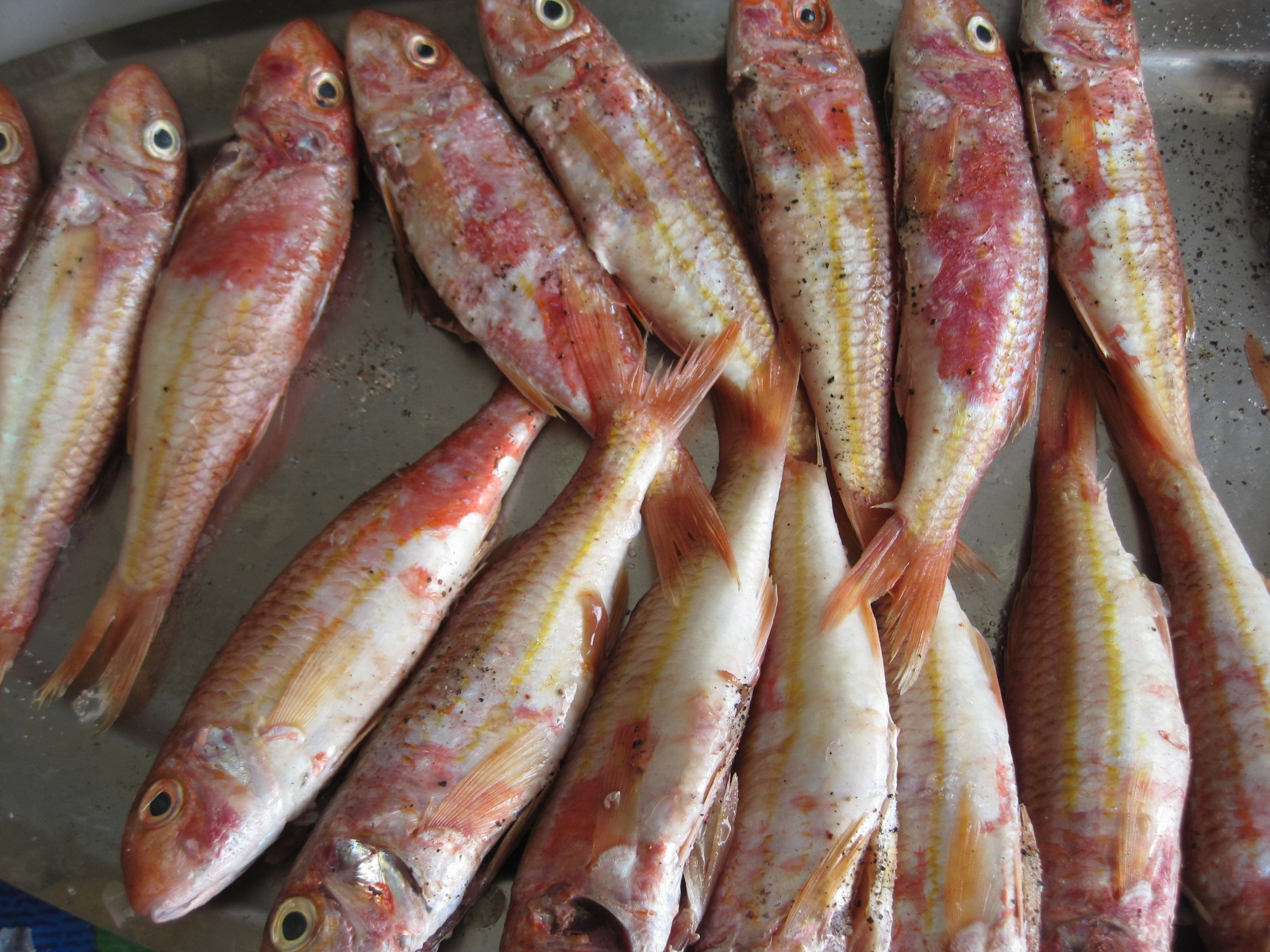
Triglie di scoglio pescate

Presenta un corpo piuttosto allungato, con una bocca piccola che può protrarre; dalla estremità si diramano due appendici (barbigli), che sono utilizzate per cercare cibo sui fondali, possono inoltre venir nascoste in un solco sulla mandibola durante il riposo. Gli occhi si trovano vicini al bordo superiore della testa, il quale può essere più o meno acuminato. Molto tipiche sono due grosse squame presenti nella parte posteriore della mandibola proprio sotto gli occhi. Altra caratteristica tipica sono i denti che si trovano solo nella parte inferiore della bocca, cioè la mandibola. Le sue pinne dorsali sono separate ed in quella anteriore vi sono alcune fasce longitudinali di colore scuro. La triglia ha molte sfumature di colore: ha il dorso bruno-rossastro, i fianchi sono di un color rosa arancio e biancastro con tre o quattro strisce orizzontali giallo-dorate, il ventre è generalmente rosa. La triglia di fango è molto simile (anche se vive in ambienti completamente diversi), si può distinguere per il profilo del muso ripido, la prima pinna dorsale incolore, la colorazione meno ricca e la presenza di tre scaglie sulle guance (nella triglia di scoglio sono due). La triglia di scoglio arriva ad una lunghezza compresa tra 20 e 25 cm, anche se le femmine sono di dimensioni superiori rispetto ai maschi.

## Comportamento
Gli adulti di Mullus surmuletus sono gregari e si muovono in branchetti, cercando continuamente il cibo sul fondo per mezzo dei barbigli.

## Riproduzione
Il periodo riproduttivo avviene tra aprile e agosto. Le femmine ed i maschi raggiungono la maturità sessuale a circa un anno dalla nascita, quando misurano all'incirca 14 cm. Le uova hanno forma sferica ed un diametro 1 mm circa, possono inoltre galleggiare grazie ad una goccia oleosa che le avvolge. Le larve fanno vita pelagica fino alla lunghezza di 4-5 cm, quando raggiungono questa lunghezza compaiono i barbigli, il corpo si fa più tozzo e la colorazione passa dall'azzurro argenteo del giovanile al rossastro dell'adulto. In seguito a questa metamorfosi i pesciolini abbandonano la vita pelagica e si spostano sui fondali.

## Alimentazione
La triglia di scoglio si ciba quando è giovane perlopiù di piccoli crostacei planctonici; da adulta si ciba di piccoli organismi bentonici come molluschi, policheti, crostacei, echinodermi e anche piccoli pesci.

## Pesca
Pesce molto apprezzato per le sue carni pregiate, la triglia di scoglio è oggetto di pesca in tutto il Mediterraneo. Viene catturata sia con reti da posta che con reti a strascico. È spesso preda anche dei pescatori sportivi.

## Specie affini
Tra le varie specie di triglia quattro popolano il Mediterraneo. Di queste ultime, due sono localizzate nella zona orientale e tutte hanno i barbigli, particolare molto caratterizzante. Nei mari italiani sono presenti invece le restanti due specie di triglia, che sono appunto le più note triglia di scoglio e triglia di fango. Per non confonderle con quelle della zona orientale (conosciute comunemente con il nome di triglia rossa) basta osservare la presenza dei denti anche sull'arcata superiore della bocca (per queste specie la mascella). Per distinguere invece Mullus surmuletus da Mullus barbatus si osservano essenzialmente due particolari: nella triglia di scoglio sono presenti alcune strisce scure sulla pinna dorsale anteriore, che invece sono assenti nella triglia di fango. Il secondo dettaglio riguarda le scaglie presenti sulle guance di tali pesci: sono due nella triglia di scoglio, mentre nella triglia di fango se ne contano tre.